# PhpFox
phpFox — платформа, написанная на PHP для создания интернет-сообществ, которые в конечном варианте по своему функционалу похожи на Facebook и MySpace. Основные характеристики включают администрирование социальных сетей любых масштабов, множество настроек для пользователей и администраторов, незашифрованный код, многоязычный интерфейс, создание приложений, плагинов и виджетов. Существует целый ряд шаблонов и бесплатных дополнений, которые расширяют основные функции уже доступные в phpFox по умолчанию.

## История
Раймонд Бэнк основал phpFox в Июле 2005 года, когда стала доступна первая версия для общественности. Разработка первой версии phpFox началась в 2004 году, в то время Раймонд работал над своей личной социальной сетью. В ходе разработки phpFox, Раймонд решил перевести развитие продукта в направлении общественности.

## Особенности
phpFox выпускается в 3-х редакциях: Lite, Network, Community, каждая из них предлагает разное количество функций. На странице возможностей phpFox перечислены 34 основных особенностей, каждая из них включает в себя несколько функций. Ниже приведен список
- Приложения
- Мобильные темы
- Система управления контентом
- Тема управления
- Группы пользователей
- Вложения
- Чат
- Личные сообщения
- События
- Приватность
- Поддержка нескольких языков
- Мгновенные сообщения
- Страницы и группы
- Монетизация
- Блоги
- Форум
- Редактор DnD
- Видео
- Музыка
- Подписки
- Социальные сети
- Лента новостей
- Ajax возможности
- Расширяемость
- Рекламные кампании
- Фото
- Опросы
- Друзья
- Викторины
- Объявления
- Пользовательские поля
- Профили пользователей (Обычный и «Хроника»)

## Модульное расширение (Дополнения)
phpFox предлагает обширный API для разработчиков, которые создают свои дополнения. phpFox имеет очень продвинутую и простую для понимания документацию API, которая доступна для разработчиков, чтобы помочь им в развитии их дополнений. В настоящее время phpFox требует, чтобы все дополнения были проверены и протестированы и не имели отзывы о попытках пиратства.
В настоящий момент доступны множество расширений для phpFox:
- приложения (apps);
- темы (themes);
- языковые пакеты (languages).

Также в магазине phpFox можно найти пакеты дополнений со скидкой Архивная копия от 15 марта 2017 на Wayback Machine и просмотреть список разработчиков Архивная копия от 15 марта 2017 на Wayback Machine, предоставляющих сервисы по доработке и кастомизации phpFox.

## Версии (3.0 +)

### 3.0
В этой версии есть много новых возможностей:
1. Новая многоколоночная тема[8]
2. Лента новостей[8]
3. AJAX возможности[8]
4. Кнопка «Нравится» для комментариев[8]
5. Безопасность[8]
6. Всплывающие сообщения от друзей[8]
7. Новый дизайн профиля[8]
8. Улучшение вложений[8]
9. Уведомления[8]
10. Добавлен API[8]
11. JQuery обновлен[8]
12. Подписка на основе уведомлений[8]
13. URL поддержка не-латинских символов[8]
14. Глобальные пользовательские подсказки[9]
15. Выбор даты[9]
16. Видео с видео обменников[9]
17. Открытая поддержка протокола Graph[9]
18. Музыка в канале новостей[9]
19. Возможность поделиться новостями[9]
20. Фото — Режим презентации[9]
21. Массовая загрузка фото в альбомы[9]
22. Семейное положение[10]
23. Объявления с режимом фото презентаций[10]
24. Уведомления об отметках на фото[10]
25. TinyMCE в качестве редактора по умолчанию WYSIWYG[10]
26. Массовое изменение фотографий[10]
27. JanRain интеграция[10]
28. Уведомление о дружбе[10]
29. Приглашения[10]
30. Установка фото, как фото для профиля[10]
31. Сообщения форума в ленте новостей[10]
32. Кнопка «Нравится» в сообщениях[10]
33. Вложения в сообщениях[10]
34. Легкая модерация тем[10]
35. Переработанный форум[10]
36. Подмигнуть[10]

### 3.1
3,1 релиз является новым этапом в ветке Phpfox V3. В 3,1 меньше возможностей, чем 3.0, но имеются некоторые хорошие обновления/исправления для системы безопасности:
1. Разрешается множество загрузок на сервер[11]
2. Сохранение фотографии профиля в галереи[11]
3. Имя пользователя в отметках[11]
4. Пользовательские страницы[11]
5. Исправлена проблема безопасности в DOB[11]
6. Определение языка[11]

### 3.2
1. Amazon S3 Security Fix[12]
2. Новая система объявлений[12]
3. Разрешить пользователям удалять комментарии с их контента[12]
4. Простая система восстановления пароля[12]
5. Улучшение модуля личных сообщений[12]
6. Выбор фото категории при загрузке[12]
7. Модификация подарков[12]
8. Мобильное меню[12]

### 3.3
1. IM обновление, включая звук[13]
2. Стена с автоматическим определением ссылки[13]
3. Новое обновление Фото презентации[13]
4. Улучшенная графика и сравнение для подписки[13]
5. Небольшие исправления Безопасности/Добавления[13]
6. Хроника[13]

### 3.4
1. Улучшение страницы разделов[14]
2. Расширенные возможности объявлений[14]
3. Разрешен по умолчанию Выбор целевой страницы[14]
4. Очки активности, Ранги/Магазин[14]
5. Добавлена проверка электронной почты в процессе регистрации[14]
6. Отключение очков активности[14]
7. Скрытие панели администрирования[14]
8. Полное имя и фамилия[14]
9. Улучшенная лента новостей[14]

## Награды и Отзывы
CMS критик сказал:
Целью данного обзора phpFox было определить, является ли это программное обеспечение подходящим для среднего потребителя, и я могу с уверенностью сказать, что да, это так. Если вы ищете программное обеспечение для социальной сети, которое предлагает множество вариантов с большим сообществом и простоту использования. Работать с системой было приятно на протяжении всего моего тестирования, я не заметил каких-либо ошибок или неудобств в программном обеспечении. Таким образом, это отличное решение на рынке программного обеспечения социальных сетей.
Arvixe говорит:
phpFox является стабильным и мощным скриптом социальной сети для малого и среднего интернет бизнеса. Это гибкая, удобная и настраиваемая система. В отличие от многих других систем, phpFox поддерживается очень хорошо. Вы получите то, за что вы заплатили.
30 апреля 2012 года, phpFox выиграл награду Best Web Tools от WebHostingSearch.com.

## Сравнение редакций
В свернутой таблице показано Сравнение Возможностей разных Редакций Phpfox. Более подробно можно узнать здесь Архивная копия от 7 сентября 2012 на Wayback Machine
| Название компонента           | Lite          | Network       | Community     |
| ----------------------------- | ------------- | ------------- | ------------- |
| Поддержка клиентов            | 30 Дней       | 30 Дней       | 90 Дней       |
| Сообщество                    |               |               |               |
| Дополнения                    |               |               |               |
| Удаление бренда               | Дополнительно | Дополнительно | Дополнительно |
| CMS                           |               |               |               |
| Панель управления             |               |               |               |
| Рекламные кампании            |               |               |               |
| Вложение                      |               |               |               |
| Блог                          |               |               |               |
| Пользовательские поля профиля |               |               |               |
| События                       |               |               |               |
| Лента новостей                |               |               |               |
| Форум                         |               |               |               |
| Дружба                        |               |               |               |
| Общие друзья                  |               |               |               |
| Мгновенные сообщения          |               |               |               |
| Объявления                    |               |               |               |
| Музыка                        |               |               |               |
| Фото и Альбомы                |               |               |               |
| Опросы                        |               |               |               |
| Викторины                     |               |               |               |
| Чат                           |               |               |               |
| Подписки                      |               |               |               |
| Видео                         |               |               |               |
| Оплата один раз               | $99           | $199          | $299          |

## Русская версия
По умолчанию phpFox поставляется только с английским интерфейсом, но вы можете найти множество языковых Архивная копия от 15 марта 2017 на Wayback Machine пакетов на официальном сайте. Существует и русский языковой Архивная копия от 15 марта 2017 на Wayback Machine пакет для последней версии системы, который был проверен и одобрен разработчиками phpFox.